# 久瀬川町
久瀬川町(くぜがわちょう）は岐阜県大垣市の地名。現行行政町名では久瀬川町1丁目から久瀬川町7丁目。

## 地理
大垣市西部に位置する。町域の北部は木戸町に接し、南部は若森町と船町に接する。西部は杭瀬川を境に静里町と接し、東部は船町、切石町、日の出町と接する。北部は工業地帯となっており、中部は住宅地となっている。南部を通る県道31号を中心に店舗が立ち並んでいる。

## 歴史

### 地名の由来
かつて揖斐川の本流であった杭瀬川で大洪水が発生した際に、それまでにあった揖斐川が大垣市の東部へ大きく変わり、その川跡の荒れ地を開発して村になった。くいせ川だったが、『い』が落ちて、くぜ川になったのが地名の由来である。

### 沿革
- 1600年 (慶長5年) 切石村の枝郷、久瀬川村。
- 1889年 (明治3年) 大垣町久瀬川となる。
- 1918年 (大正7年) 大垣市久瀬川となる。
- 1943年 (昭和18年) 久瀬川1丁目〜2丁目ができる。
- 1973年 (昭和48年) 久瀬川町1丁目〜7丁目ができる。

## 世帯数と人口
2018年（平成30年）10月31日現在の世帯数と人口は以下の通りである。
| 丁目           | 世帯数  | 人口  |
| -------------- | ------- | ----- |
| 久瀬川町一丁目 | 14世帯  | 37人  |
| 久瀬川町二丁目 | 52世帯  | 106人 |
| 久瀬川町三丁目 | 31世帯  | 77人  |
| 久瀬川町四丁目 | 41世帯  | 107人 |
| 久瀬川町五丁目 | 18世帯  | 36人  |
| 久瀬川町六丁目 | 101世帯 | 221人 |
| 久瀬川町七丁目 | 33世帯  | 68人  |
| 計             | 290世帯 | 652人 |

## 小・中学校の学区
市立小・中学校に通う場合、学区は以下の通りとなる。
| 丁目           | 番・番地等 | 小学校           | 中学校           |
| -------------- | ---------- | ---------------- | ---------------- |
| 久瀬川町一丁目 | 全域       | 大垣市立西小学校 | 大垣市立西中学校 |
| 久瀬川町二丁目 | 全域       | 大垣市立西小学校 | 大垣市立西中学校 |
| 久瀬川町三丁目 | 全域       | 大垣市立西小学校 | 大垣市立西中学校 |
| 久瀬川町四丁目 | 全域       | 大垣市立西小学校 | 大垣市立西中学校 |
| 久瀬川町五丁目 | 全域       | 大垣市立西小学校 | 大垣市立西中学校 |
| 久瀬川町六丁目 | 全域       | 大垣市立西小学校 | 大垣市立西中学校 |
| 久瀬川町七丁目 | 全域       | 大垣市立西小学校 | 大垣市立西中学校 |

## 交通

### バス
- 名阪近鉄バス

### 道路
- 岐阜県道31号岐阜垂井線
- 西公園通り
- スイトピア通り

## 施設
- 大垣市立西小学校
- 大垣久瀬川郵便局

## その他

### 日本郵便
- 郵便番号 : 503-0974[2]（集配局：大垣郵便局[5]）。